# Quiche lorraine

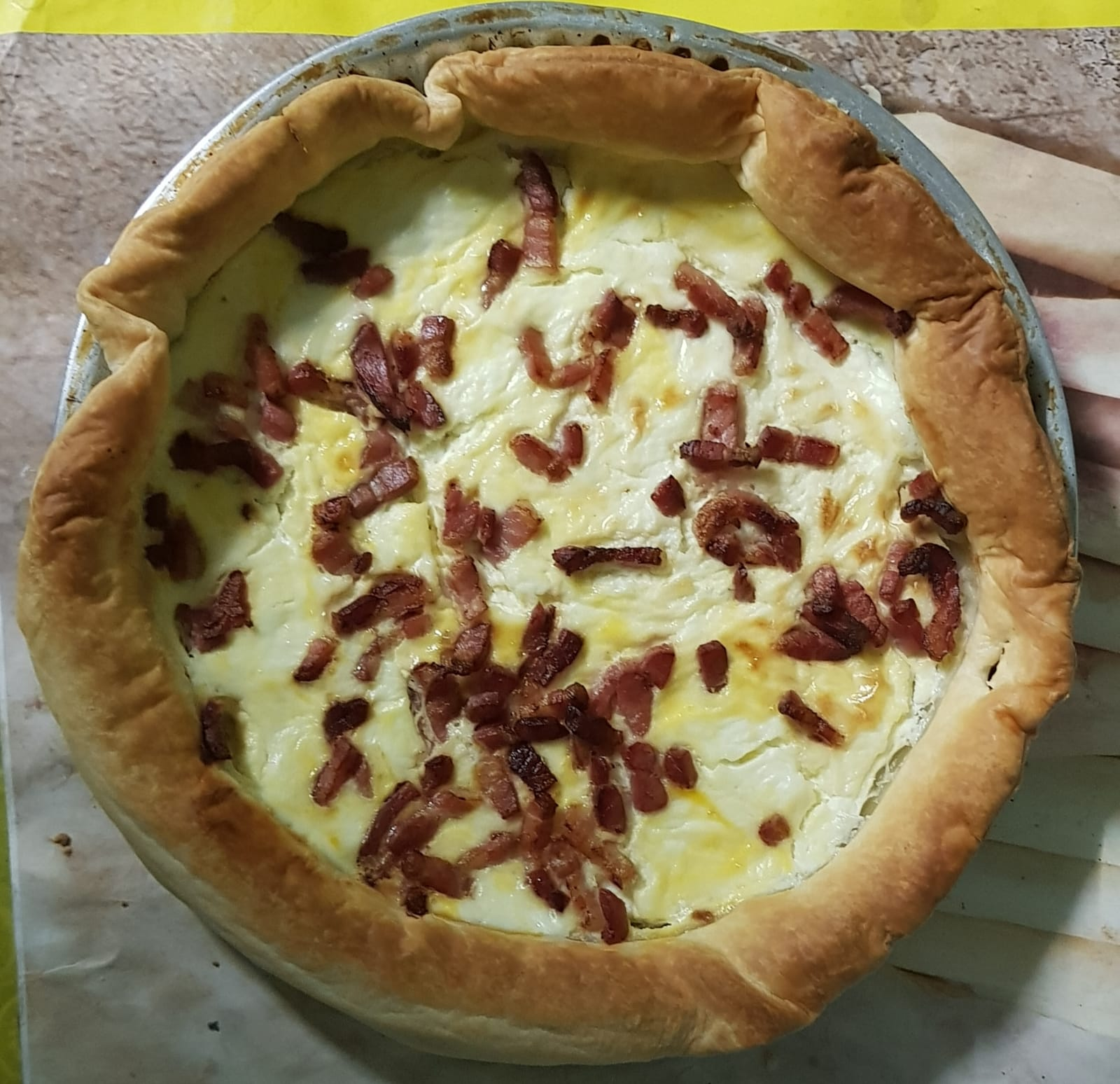
Een quiche lorraine

Een quiche Lorraine is een hartige taart waarvan het recept afkomstig is uit de Franse streek Lotharingen (in het Frans Lorraine). 

## Recept
Het gerecht bestaat uit een bodem van bladerdeeg of korstdeeg met daarop een crème van ei en crème fraîche met daar doorheen stukken spek of ham. Aan het recept wordt nog wel eens kaas toegevoegd maar dit gebruik is onder koks omstreden.